# Racken
Racken är en sjö 5 km NO om Arvika i Arvika kommun i Värmland och ingår i Göta älvs huvudavrinningsområde. Sjön är 52 meter djup, har en yta på 5,81 kvadratkilometer och befinner sig 95 meter över havet. Sjön avvattnas av vattendraget Vikarälven. Vid provfiske har en stor mängd fiskarter fångats, bland annat abborre, gers, gädda och lake.
Den är en källsjö och den fungerar som Arvikas vattentäkt. Racken avvattnas av Viksälven. Racken är mest känd som den sjö där konstnärerna i Rackengruppen verkade. Keramikern Martin Flodén skapade, inspirerad av sjön, glasyren Rackenblått.

## Delavrinningsområde
Racken ingår i delavrinningsområde (662475-132334) som SMHI kallar för Utloppet av Racken. Medelhöjden är 141 meter över havet och ytan är 16,15 kvadratkilometer. Räknas de 4 avrinningsområdena uppströms in blir den ackumulerade arean 45,53 kvadratkilometer. Vikarälven som avvattnar avrinningsområdet har biflödesordning 3, vilket innebär att vattnet flödar genom totalt 3 vattendrag innan det når havet efter 277 kilometer. Avrinningsområdet består mestadels av skog (53 procent). Avrinningsområdet har 5,77 kvadratkilometer vattenytor vilket ger det en sjöprocent på 35,7 procent.

## Fisk
Vid provfiske har följande fisk fångats i sjön:
- Abborre
- Gärs
- Gädda
- Lake
- Löja
- Mört
- Nors
- Siklöja
- Simpor (bergsimpa/stensimpa)
- Öring